# Aftermath
Aftermath, lansat inițial la data de 15 aprilie 1966 prin Decca Records, este al patrulea album de studio britanic al trupei The Rolling Stones. În Statele Unite a fost lansat pe 20 iunie 1966 prin London Records fiind al șaselea lor album lansat în State. Albumul reprezenta primul LP al formației ce conținea cântece scrise în totalitate de Mick Jagger/Keith Richards fiind și primul lor disc înregistrat în întregime în Statele Unite la celebrele studiouri RCA din Hollywood, California la 6363 Sunset Boulevard. A fost de asemena primul album al grupului înregistrat stereo.
Albumul este notabil pentru experimentele muzicale, Brian Jones cântând la o varietate de instrumente deloc specifice muzicii rock printre care sitarul pe "Paint It Black", marimbafonul pe "Under My Thumb" și "Out of Time", muzicuța pe "High and Dry" și "Goin' Home" dar și chitara și claviaturile. Se spune că la baza albumului ar sta bluesul electric specific Chicagoului.
În 2002 varianta americană a albumului a fost clasată pe locul 108 în Lista celor mai bune 500 de albume ale tuturor timpurilor stabilită de revista Rolling Stone.
În august 2002 ambele ediții ale albumului au fost reeditate pe format CD și SACD de către ABKCO Records.

## Creație
Potrivit lui Bill Wyman, autorul cărții Rolling With The Stones, albumul a fost inițial conceput pentru coloana sonora a filmului Back, Behind And In Front, care, din păcate, nu a fost realizat. Întreaga afacere a luat o întorsătură neașteptată. Sesiunile de înregistrare au fost foarte dificile pentru trupă, deoarece s-au efectuat 21 de compoziții ale chitaristului Richards alături de Mick Jagger în Los Angeles.
În timpul sesiunilor de album, membrii trupei au avut timpul și spațiul necesar pentru experimentarea melodiilor, lucru pe care nu l-au putut efectua în albumele anterioare.
Inginerul principal al albumului a fost, de asemenea, esențial pentru a face grupul să se simtă confortabil în timpul sesiunilor deoarece le permite să experimenteze cu instrumente și să colaboreze cu muzicieni de sesiune pentru a-și diversifica sunetul. Wyman a mai afirmat că el și Brian Jones luau instrumentele care se aflau în studio și experimentau diverse sunete pentru fiecare melodie.
Albumul Aftermath este primul LP independent al trupei. În 2003, Jagger îl omagiază pe Richards pentru talentul lui neobișnuit de a compune ad-hoc multe melodii. Pe de o parte, meritul aparține și celorlalți membrii. Brian Jones a contribuit la modelarea tonului psihedelic cu ajutorul instrumentelor etnice, precum marimba, sitarul, dulcimerul și orga Appalachian. Albumul conține compoziții folk, country, blues și rock, rezultând astfel diversitatea de stiluri muzicale.

## Critică
În perioada lansării albumului, The Rolling Stones au fost bine văzuți în sfera muzicii rock. Keith Altman de la New Musical Express afirmă că artiștii din spatele mașinilor electrice - The Rolling Stones - au strâns foarte mulți bani de pe urma noului lor LP. În retrospectivă, albumul este considerat o piatră de hotar în cariera grupului. În revizuirea sa pentru AllMusic, Ritchie Unterberger laudă combinația de influențe artistice, dar totuși consideră că "o parte din material este destul de plictisitor, să fiu sincer, pe măsură ce Jagger și Keith Richards predispun la melodii inconsecvente. Goin' Home , o piesă improvizată care durează 11 minute, a fost remarcată pentru durata ei, nu și pentru conținutul ei artistic.,,
Scriind pentru MusicHound, Greg Kot scoate în evidență contribuțiile muzicale ale lui Jones în timp ce clasifică Aftermath drept un album care marchează ,,debutul acestor tradiționaliști blues, alături de Bob Dylan și Beatles, cântăreți la sitar, marimbă și cimbru “
În Top 10 Rolling Stones Albums, NME clasează Aftermath pe locul al șaselea pentru redefinirea muzicii rock'n'roll. Primul album al trupei este atât de clasici încât reputația lor nu va ajunge din păcate să o depășească pe a trupei The Beatles.

## Istorie
Ca și în cazul tuturor albumelor din 1967, au fost lansate diferite ediții în Marea Britanie și SUA. Aceasta a fost o caracteristică comună a albumelor pop britanice la acel moment - aceeași practică a fost aplicată tuturor versiunilor lui Beatles înainte de Sgt. Pepper's Lonely Heart's Club Band - deoarece albumele din Marea Britanie nu includ, de obicei, melodii care sunt deja lansate single-uri.
Versiunea originală Aftermath a fost emisă în aprilie 1966 ca un LP de paisprezece piese. Datorită lansărilor de single-uri non-LP (19th Nervous Breakdown și Paint It Black), Aftermath a fost un succes major în Marea Britanie, fiind timp de opt săptămâni albumul numărul 1 din Marea Britanie.

## Track
| Partea I | Partea I                 | Partea I |
| Nr.      | Titlu                    | Durată   |
| -------- | ------------------------ | -------- |
| 1.       | "Mother's Little Helper" | 2:44     |
| 2.       | "Stupid Girl"            | 2:56     |
| 3.       | "Lady Jane"              | 3:08     |
| 4.       | "Under My Thumb"         | 3:41     |
| 5.       | "Doncha Bother Me"       | 2:41     |
| 6.       | "Goin' Home"             | 11:13    |

| Partea a II-a | Partea a II-a         | Partea a II-a |
| Nr.           | Titlu                 | Durată        |
| ------------- | --------------------- | ------------- |
| 7.            | "Flight 505"          | 3:27          |
| 8.            | "High and Dry"        | 3:08          |
| 9.            | "Out of Time"         | 5:37          |
| 10.           | "It's Not Easy"       | 2:56          |
| 11.           | "I Am Waiting"        | 3:11          |
| 12.           | "Take It or Leave It" | 2:47          |
| 13.           | "Think"               | 3:09          |
| 14.           | "What to Do"          | 2:32          |

## Single-uri
- "Paint It Black" (1966/1990/2007/2010)
- "Mother's Little Helper" (1966)
- "Lady Jane" (1966)

## Componență
- Mick Jagger - solist vocal, voce de fundal, muzicuță, percuție
- Brian Jones - chitare, marimbafon pe "Under My Thumb" și "Out of Time", clopote pe "Lady Jane" și "I Am Waiting", sitar pe "Paint It Black", koto pe "Take It or Leave It", muzicuță pe "High and Dry" și "Goin' Home", clape
- Keith Richards - chitară și voce de fundal
- Charlie Watts - tobe, percuție, marimbafon
- Bill Wyman - chitară bas, marimbafon, orgă

cu
- Jack Nitzsche - percuție, pian, orgă
- Ian Stewart - pian și orgă